# Petra Fiedler
Petra Fiedler, auch Petra Haenchen-Fiedler (* 17. April 1898 als Petra Behrens in München; † Oktober 1993 in Kaiserslautern) war eine deutsche Modezeichnerin und Modejournalistin. Sie war die Tochter der Kunstgewerblerin Lilli Behrens und des Malers, Grafikers, Architekten und Designers Peter Behrens.

## Leben und Werk

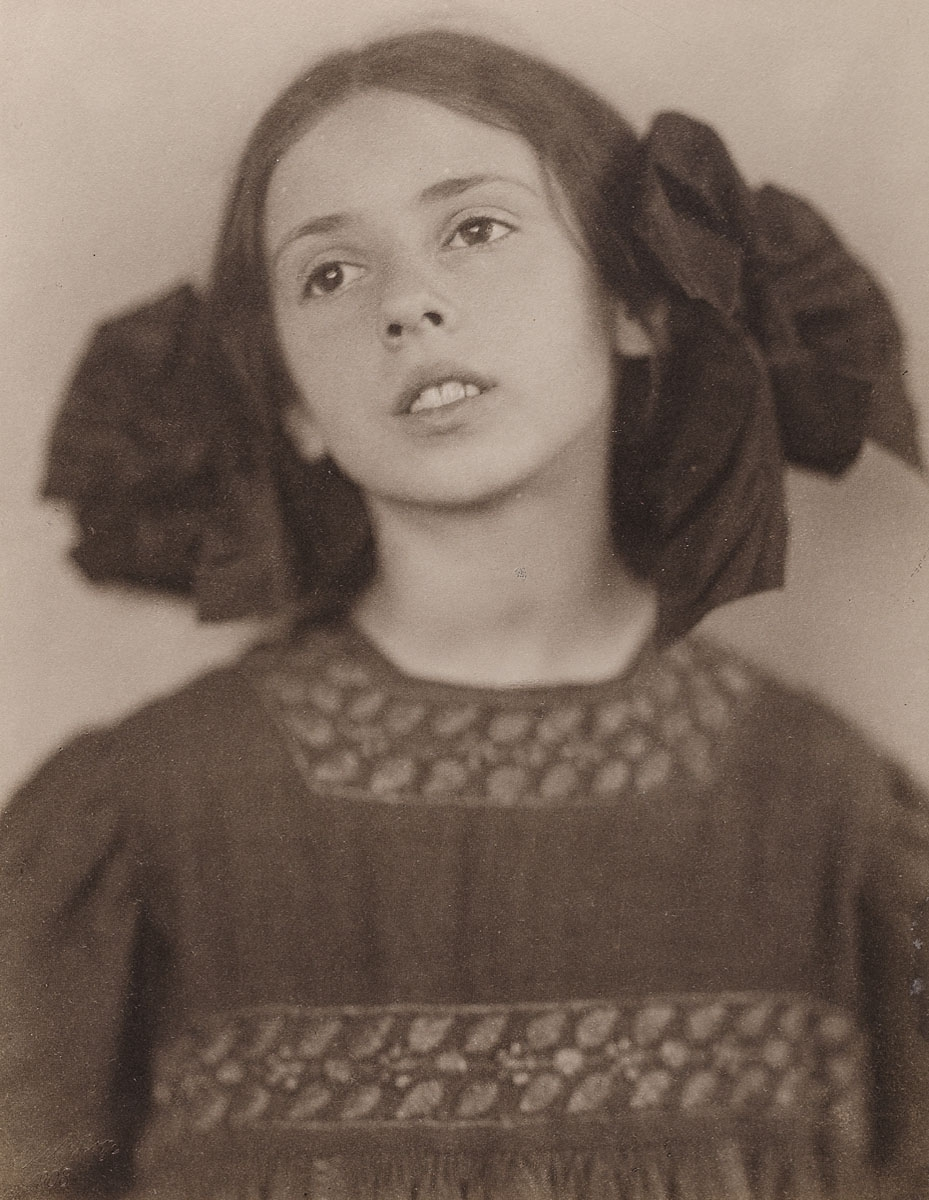
Petra Behrens, Mai 1908, Fotograf: Rudolf Dührkoop

Petra war das zweite Kind des Ehepaares Behrens. Ihr älterer Bruder Josef (1890–1947) wurde Ingenieur und Erfinder. Nach ihr wurden die Zwillinge Heinrich (*/† 1903) und Viktor (Ingenieur, 1903–1987) geboren.
Als Kind stand Petra Behrens Künstlerinnen und Fotografen aus dem Bekannten- und Freundeskreis der Eltern Modell.

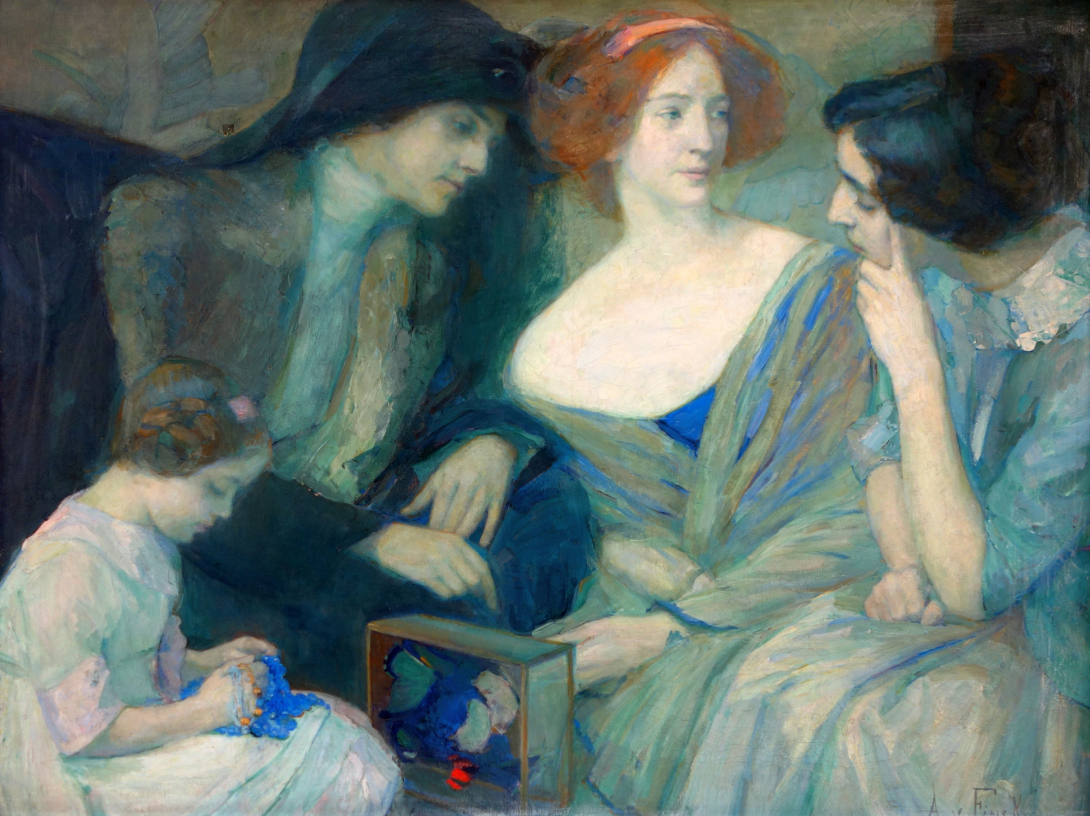
Adele von Finck – Damen im Gespräch

Auf dem Gemälde Damen im Gespräch der Künstlerin Adele von Finck wurden (von links nach rechts) die Malerin Julie Wolfthorn, Lilli Behrens und Wolfthorns Schwester, die Schriftstellerin und Literaturübersetzerin Luise Wolf, dargestellt. Zu ihren Füßen sitzt Petra Behrens im Mädchenalter. Die Malerin Wolfthorn malte die Familie Behrens mehrfach. Besonders zu Petra Behrens hatte sie lebenslang ein enges Verhältnis und fertigte einige Porträts.
Als Kind fungierte Petra auch als Modell für den Fotokünstler Rudolf Dührkoop. Der Darmstädter Fotograf Wilhelm Weimer lichtete sie 1901 auf der Veranda des Hauses Behrens in der Ausstellung Ein Dokument Deutscher Kunst ab. Die Fotos erschienen unter anderem in der Zeitschrift Deutsche Kunst und Dekoration.
In erster Ehe heiratete Petra Behrens im Juni 1920 den Ingenieur Max Georg Fiedler (1898–1977). 1928 wurde die Ehe geschieden. Ihr Exmann heiratete im selben Jahr die Schwester der Rennfahrerin Clärenore Stinnes, Hildegard Kläre Stinnes (1904–1975), die im Juli 1928 das gemeinsame Kind Hugo Max zur Welt brachte.

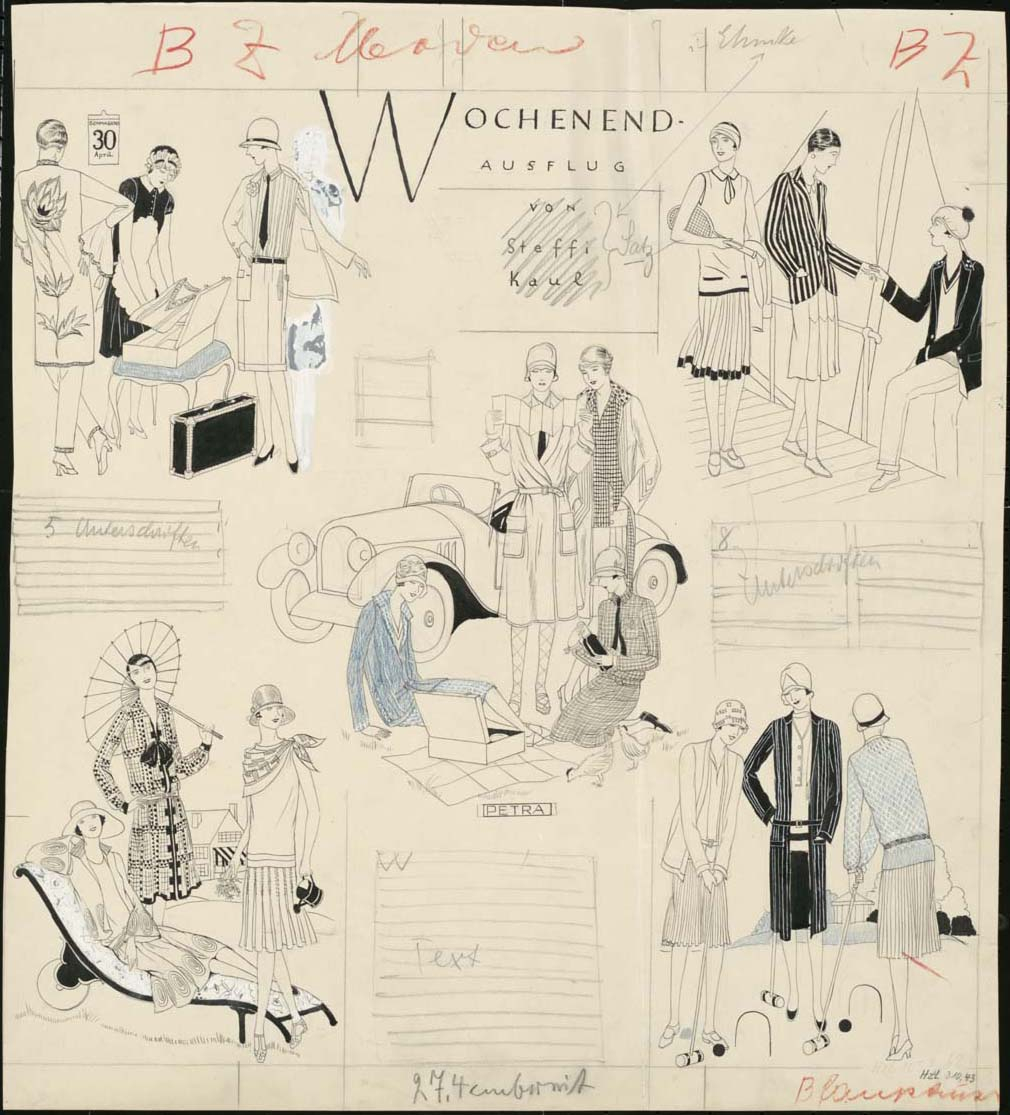
Frauen in Freizeitkleidung, Petra Fiedler 1927

Um 1923 gehörte Petra Fiedler als Modezeichnerin zur Redaktion der Modezeitschrift Die Dame. Ihre Aufgabe bestand darin, modische Kleidermodelle zu skizzieren. Die Inspirationen dafür erhielt sie in den Modenschauen der Berliner Modehäuser. Ihre Darstellungen zeigten die „Neue Frau“ der 1920er Jahre nicht als kalt, maskulin oder uniform, sondern Fiedler präsentierte modische Personen mit individuellem Geschmack. Die Bildszenen, in denen die Mode oftmals präsentiert wurde, bewiesen Humor. Bei einer Illustration zur Wintersportmode, bei der sehr knapp über den Köpfen der Modelle ein Skispringer vorbeiflog, war von diesem Sportler lediglich ein Paar Hosenbeine mit Skischuhen und Skiern sichtbar. Viele Außendarstellungen deuteten ein Großstadtszenario wie belebte Straßen, Autos, moderne Fassaden oder volle Strände an. Innendarstellungen verwiesen auf intellektuelle Tätigkeiten. Auch mondänes Freizeitverhalten wurde dargestellt. Die Zeichnung Frauen in Reisekleidung von 1926 zeigt gut gelaunte Frauen an einer Zollstation mit vielen Koffern. Diese Szene bot den Hintergrund um Kleider, Umhänge und Mäntel von allen Seiten präsentieren zu können.
Ihre Modeskizzen signierte Fiedler mit dem handgeschriebenen Namen PETRA. Einige ihrer Arbeiten aus dieser Zeit wurden in die Sammlungen der Staatlichen Museen zu Berlin, Kunstbibliothek, Sammlung Modebild – Lipperheidesche Kostümbibliothek integriert.
Wie ihre Kolleginnen und Kollegen brachte sie nicht nur Skizzen der Kollektionen in die Hefte ein, sondern präsentierte ihren eigenen Lebens- und Kleidungsstils ab 1927 in Modefotos. Im Dezemberheft 1927 ist sie mit folgendem Untertitel abgebildet: „Unsere Mitarbeiterin, die Modezeichnerin Frau Petra Fiedler, in einem von ihr entworfenen Pullover.“ 1929 wurde sie mit ihren Hund und einem modischen Hut abgebildet. Damit transportierte sie als Vorbild das Image einer modernen, aktiven, städtischen Frau an die Leserinnen.
Ab 1934, nach der Enteignung und der Arisierung des Ullstein-Verlages mit Verkauf an die Auffanggesellschaft Cautio, wurde das Magazin Die Dame genutzt, um geschickt versteckt nationalsozialistische Vorstellungen bei den Leserinnen zu platzieren. Fiedler stieg ab dem Maiheft 1934 zur verantwortlichen Modejournalistin auf und erregte mit ihrer Arbeit die Aufmerksamkeit des Reichsbeauftragten für die Mode, Benno von Arendt. Dieser hätte sie gern engagiert, um die Zeitschrift Die Mode sowohl ansprechend als auch regimetreu umzugestalten. Mit Freundinnen gehörte Fiedler zeitweise zu den Gästen bei Abendgesellschaften in der Reichskanzlei. Joseph Goebbels notierte in seinem Tagebucheintrag vom 25. März 1934, einem Sonntag „...Nachm. Besuch. Ello und Petra Fiedler. ...“
Ihr zweiter Ehemann, der Modefotograf Karl Ludwig Haenchen (1911–2003), veröffentlichte seit Mitte der 1930er Jahre Fotos in Die Dame. Das Paar heiratete im September oder Oktober 1940. Nach Scheidung (vermutlich 1943) und Krieg setzte Fiedler ihre journalistische Tätigkeit in Kaiserslautern fort. 1954 publizierte sie unter dem Pseudonym Graciella das Buch Schön sein – deine Chance. Ratgeber für alle Fragen der Schönheit und ihrer Pflege, das in mehreren Auflagen unter anderem 1960, 1961, 1966 und 1969 bei verschiedenen Verlagen erschien.
Wie ihr Bruder Viktor stellte Petra Fiedler-Behrens aus ihrem Privatbesitz Leihgaben für Ausstellungen über Peter Behrens zur Verfügung. Über ihr Engagement zur Würdigung ihres Vaters wurde anlässlich einer Ausstellung 1993 berichtet:

„Die Tochter des Architekten, Petra Behrens, hatten die Zeitläufe nach Kaiserslautern verschlagen und ihre Anregungen aufnehmend und mit ihrer Hilfe unternahm es die Pfalzgalerie Kaiserslautern 1966, die erste Peter Behrens-Ausstellung zusammenzustellen, in der sowohl seine frühen Gemälde und Holzschnitte, als auch seine Entwürfe für Industrie und Handwerk, sowie seine Bauentwürfe gezeigt wurden. Wilhelm Weber, der damalige Direktor der Pfalzgalerie hatte gemeinsam mit Petra Behrens die Ausstellung geplant, die in der Folge noch in vielen Orten des In- und Auslands zu sehen war und nach langen Jahren des Vergessens die bedeutenden Leistungen dieses großen Architekten wieder ins Bewußtsein der Öffentlichkeit treten ließ.“

## Ausstellungen
- 1977 Berliner Pressezeichner der Zwanziger Jahre, Berlin Museum
- 1977 Metropolen machen Mode, Kunstgewerbemuseum Berlin
- 2009 Pailletten Posen Puderdosen, Kunstbibliothek Staatlich Museen zu Berlin, Kulturforum am Potsdamer Platz
- 2009 Pailletten Posen Puderdosen, Museum für Kunst und Kulturgeschichte, Dortmund